# Arthur Lovejoy
Arthur Oncken Lovejoy (født 10. oktober 1873, død 30. december 1962) var en indflydelsesrig amerikansk filosof og idéhistoriker, der grundlagde disciplinen idéhistorie.
Lovejoy blev født i Berlin, Tyskland hvor faren studerede i medicin. Halvandet år senere begik moren selvmord, hvorefter hans far opgav medicinstudie og blev præst i stedet. Lovejoy studerede filosofi, først ved University of California siden hen ved Harvard under William James and Josiah Royce. In 1901 sagde han op fra sit første job ved Stanford Universitet i protest over at en kollega var blevet fyret fordi denne havde fornærmet et medlem af universitetets bestyrelse.
Mens han var ansat som professor i filosofi ved Johns Hopkins University fra 1910 til 1938, grundlagde og styrede Lovejoy universitetets History of Ideas Club, hvor mange prominente og spirende intellektuelle og socialhistorikere og litteraturkritikere samledes. I 1940 grundlagde han Journal of the History of Ideas. Lovejoys tanker om idéhistorie kom til at inspirere den danske teolog Johannes Sløk, der i 1967 blev professor i idéhistorie på det dengang nyoprettede institut for idéhistorie ved Århus Universitet.

## Bøger
- Primitivism and Related Ideas in Antiquity (1935). (with George Boas). Johns Hopkins U. Press. 1997 edition: ISBN 0-8018-5611-6
- The Great Chain of Being: A Study of the History of an Idea (1936). Harvard University Press. Reprinted by Harper & Row, ISBN 0-674-36150-4, 2005 paperback: ISBN 0-674-36153-9. His most cited work, based on his 1933 William James Lectures at Harvard.
- Essays in the History of Ideas (1948). Johns Hopkins U. Press. 1978 edition: ISBN 0-313-20504-3
- The Revolt Against Dualism (1960). Open Court Publishing. ISBN 0-87548-107-8. This is largely a critique of the new realism of his day.
- The Reason, the Understanding, and Time (1961). Johns Hopkins U. Press. ISBN 0-8018-0393-4
- Reflections on Human Nature (1961). Johns Hopkins U. Press. ISBN 0-8018-0395-0
- The Thirteen Pragmatisms and Other Essays (1963). Johns Hopkins U. Press. ISBN 0-8018-0396-9

## Eksterne kilder og henvisninger
- Dictionary of the History of Ideas article Arkiveret 8. september 2006 hos  Wayback Machine on the Great Chain of Being.
- Lovejoy Papers at Johns Hopkins University. Arkiveret 10. december 2012 hos  hos Archive.is Indeholder en kort biografi.
- "Tussling with the Idea Man" Arkiveret 4. juni 2004 hos  Wayback Machine af Dale Keiger. Fascinerende menneskeligt portræt.